# Comuna Sevnica
Sevnica (Občina Sevnica) este o comună din Slovenia, cu o populație de 17.726 de locuitori (2002).

## Localități
Apnenik pri Boštanju, Arto, Birna vas, Blanca, Boštanj, Breg, Brezovo, Budna vas, Cerovec, Dedna Gora, Dolenji Boštanj, Dolnje Brezovo, Dolnje Impolje, Dolnje Orle, Drožanje, Drušče, Čanje, Čelovnik, Češnjice, Gabrijele, Gabrje, Gornje Brezovo, Gornje Impolje, Gornje Orle, Goveji Dol, Hinje, Hudo Brezje, Jablanica, Jelovec, Jeperjek, Kal pri Krmelju, Kamenica, Kaplja vas, Kladje nad Blanco, Kladje pri Krmelju, Koludrje, Kompolje, Konjsko, Krajna Brda, Križ, Krmelj, Krsinji Vrh, Laze pri Boštanju, Ledina, Leskovec v Podborštu, Log, Loka pri Zidanem Mostu, Lončarjev Dol, Lukovec, Mala Hubajnica, Malkovec, Metni Vrh, Mrtovec, Mrzla Planina, Novi Grad, Okroglice, Orehovo, Orešje nad Sevnico, Osredek pri Hubajnici, Osredek pri Krmelju, Otavnik, Pavla vas, Pečje, Pijavice, Podboršt, Podgorica, Podgorje ob Sevnični, Podvrh, Poklek nad Blanco, Polje pri Tržišču, Ponikve pri Studencu, Preska, Prešna Loka, Primož, Radež, Radna, Račica, Razbor, Rogačice, Rovišče pri Studencu, Selce nad Blanco, Sevnica, Skrovnik, Slančji Vrh, Slap, Spodnje Mladetiče, Spodnje Vodale, Srednik, Stržišče, Studenec, Svinjsko, Šentjanž, Šentjur na Polju, Škovec, Šmarčna, Štajngrob, Telče, Telčice, Trnovec, Trščina, Tržišče, Velika Hubajnica, Veliki Cirnik, Vranje, Vrh pri Boštanju, Vrhek, Zabukovje nad Sevnico, Zavratec, Zgornje Mladetiče, Zgornje Vodale, Znojile pri Studencu, Žigrski Vrh, Žirovnica, Žurkov Dol